# Sójka (obraz Józefa Chełmońskiego)
Sójka – obraz olejny namalowany przez Józefa Chełmońskiego około 1895 roku. Dzieło znajduje się w Muzeum Narodowym w Warszawie.

## Opis
Obraz przedstawia samotną sójkę siedzącą na gałęzi drzewa w surowym, zimowym pejzażu. Charakterystyczny dla Chełmońskiego naturalizm i dbałość o detale ukazują nie tylko ptaka, ale też atmosferę chłodu i ciszy zimowego dnia. Tło kompozycji jest stonowane, dominują szarości i chłodne błękity. Dzieło uchodzi za przykład mistrzowskiego połączenia malarstwa realistycznego z elementami nastrojowości. Sójka, często występująca w polskiej literaturze i kulturze ludowej, może być tu odczytywana symbolicznie – jako metafora samotności, zadumy lub nieuchronności przemijania.

## Tło historyczne
Józef Chełmoński stworzył ten obraz w okresie swojej dojrzałości artystycznej, po powrocie do Polski z Paryża. Twórczość z tego czasu skupia się głównie na rodzimym krajobrazie, zwierzętach i scenach wiejskich, odzwierciedlając silne przywiązanie artysty do natury i tradycji.